# Бадеро
Баде́ро (рос. Бадеро) — присілок у складі Юкаменського району Удмуртії, Росія.
Населення — 81 особа (2010; 99 в 2002).
Національний склад (2002):
- бесерм'яни — 44 %
- удмурти — 41 %